# Семь ветров (микрорайон Ржева)
Се́мь ветро́в (микрорайон завода «Электромеханика») — жилой микрорайон в восточной части города Ржева Тверской области, на высоком левом берегу реки Холынки, Московской (Коркошиной) горе.  
Ограничен улицами: Краностроителей (на севере), Большевистской (на востоке), Чайковского (на юге), на западе рекой Холынкой. 
В границах микрорайона находятся 15 многоэтажных домов, дворец культуры электромехаников, ресторан «Кантри», средняя школа № 13 города Ржева, детская школа искусств №3, детский сад.

## Происхождение названия
Назван так в конце 1960-х годов, когда на Московской (Коркошиной) горе началось строительство нового микрорайона для работников завода «Электромеханика». Дом №1 (по улице Робеспьера (ныне — ул. Игоря Верещагина)) появился ранее других и потому стоял на горе один, выделяясь среди деревянных изб. В это время в кинотеатрах демонстрировался фильм «На семи ветрах» — отсюда пошло название дома, а затем и микрорайона.
Согласно исследованиям, проведённым в 1913 году Павлом Фёдоровичем Симсоном — педагогом, исследователем и коллекционером, почётным членом Калужской, Рязанской и Тверской архивных комиссий, до конца XVII века на Коркошиной горе существовало старое городище.  В результате археологических раскопок удалось обнаружить развалины древней стены и ров шириной до 4 саженей (сажень — 2,16 метра). Ниже, в долине реки Холынки, осенью 1901 года, Симсоном были найдены орудия палеолитической и неолитической эпохи, среди них редкий экземпляр орудия из кости.
С 1973 по 2008 год в долине реки Холынки стоял постамент с самолётом МиГ-17, находившийся в непосредственной близости от микрорайона. В 2008 году, в связи с критическим состоянием монумента, самолёт был демонтирован и отправлен для ремонта на 514-й авиаремонтный завод. Согласно сообщениям в СМИ, после ремонта самолёт планировалось перенести на площадь Покрышкина, однако в начале октября 2014 года отремонтированный самолёт был возвращён на изначальное место. 15 июля 2017 года, на площадке рядом с самолётом, был открыт памятник генерал-полковнику авиации М. М. Громову.